# هوارد إي. غرير
هوارد إي. غرير (بالإنجليزية: Howard E. Greer)‏ هو ضابط أمريكي، ولد في 1 مايو 1921 في تايلر في الولايات المتحدة، وتوفي في 22 نوفمبر 2015 في كورال غيبلز في الولايات المتحدة.